# Parco naturale di Conca Cialancia
Il parco naturale di Conca Cialancia è un'area naturale protetta situata in alta Val Germanasca, interamente compresa nel territorio del comune di Perrero, nella Città metropolitana di Torino (Piemonte).

## Etimologia
Il nome dell'area deriva dal dialetto locale "cialancio", che significa valanga, slavina: infatti i ripidi pendii del parco sono solcati da numerosi canaloni che scaricano sempre dei detriti, modificando continuamente l'aspetto dei valloni e quindi del paesaggio.

## Geografia
Il parco si estende nel territorio di Perrero per 973 ettari, ovvero quasi 10 km quadrati. Si situa in territorio montano con un'altitudine compresa i 1.796 e i 2.855 m della Punta Cialancia. Comprende anche la Conca (2.451 m) con i laghetti e il versante sud-est della Rocca Bianca.
Lo si può raggiungere in auto attraverso una stretta strada in gran parte sterrata ex militare che in circa 15 km conduce nei pressi del Lago Lauson (2.017 m), dove sono situati un alpeggio che vende formaggi, un'area attrezzata con tavoli e una fontana.
Oltre il lago non è permesso il traffico motorizzato, e la strada si biforca:
In direzione nord-ovest continua pianeggiante e supera un costone, dove è situato il Bivacco Formaggino (chiuso) usato dall'Ente Parco, prima di scendere per alcuni tornanti e raggiungere le vecchie malghe dell'Alpe Cialancia (1.845 m), ormai abbandonate, nei pressi del rio omonimo
In direzione sud supera un dislivello con due tornati, prima di iniziare un ampio arco in direzione sud-ovest in leggera salita, che percorre il perimetro della conca fino a concludersi sulla sua testata, dove sono situati i Laghi Cialancia (2.455 m) e i ruderi delle relative malghe
Dai Laghi Cialancia prosegue il sentiero che raggiunge il Passo della Cialancia (2.683 m), che collega la Conca Cialancia con l'Altopiano dei Tredici Laghi, punto di accesso per escursionistico per le creste di Punta Cialancia (a sud) e di Punta Founset (a nord)

## Fauna

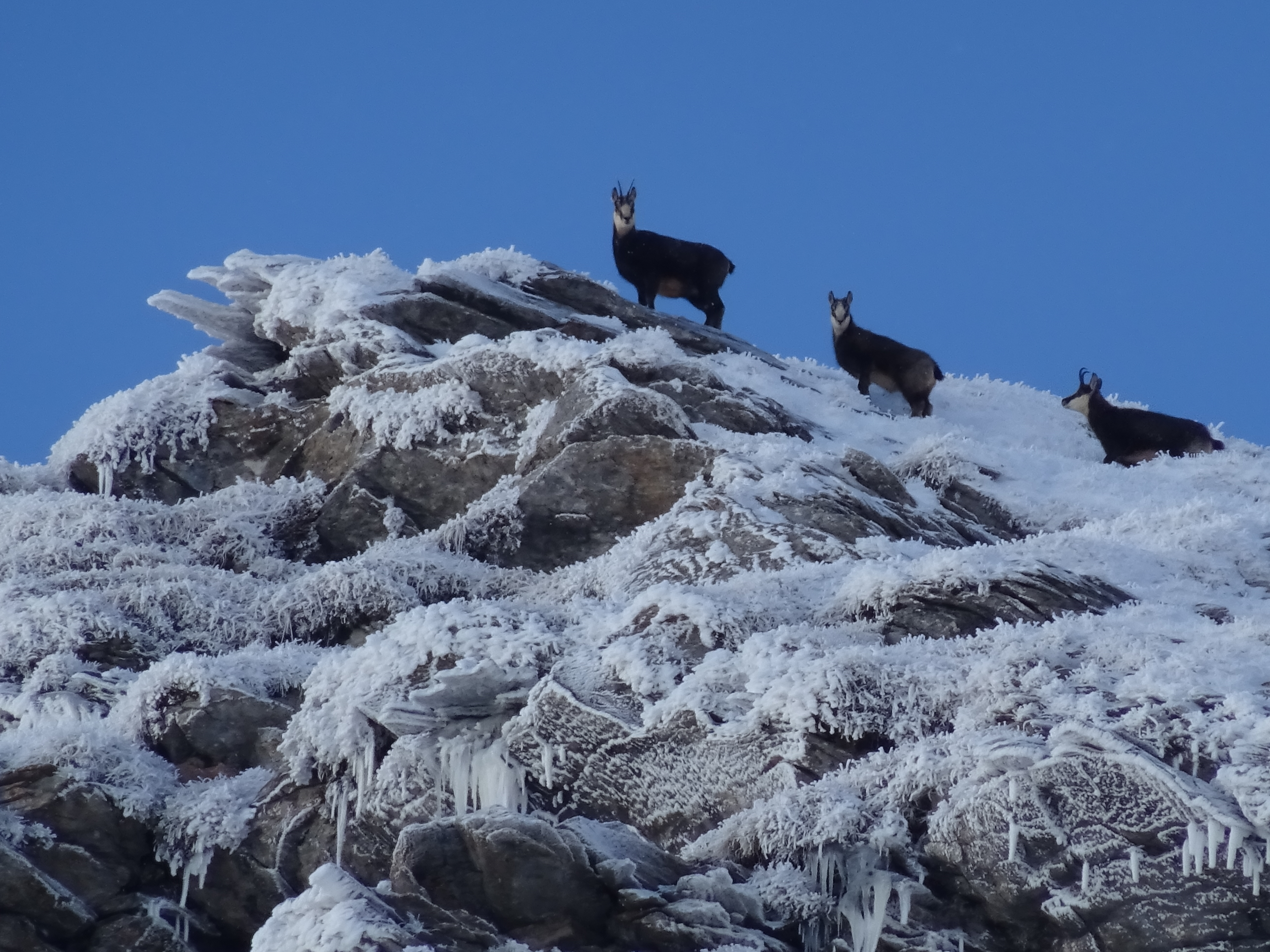
Camosci nel parco in inverno

Nel parco vive una fauna tipicamente alpina, tra cui aquile, camosci, lepri variabili, marmotte e pernici bianche. La specie più interessante è la salamandra nera, endemica delle Alpi Cozie. Poiché vive in alta montagna, la strategia riproduttiva di questo anfibio è svincolata dall'acqua e la femmina partorisce piccoli già metamorfosati.

## Flora
La flora di Conca Cialancia è il climax degli arbusti prostrati e delle steppe montane. Numerosi popolamenti allo stato puro di ontano verde difendono le pendici dall'erosione e ospitano il gallo forcello.
Nelle parti più elevate troviamo Salix helvetica e Salix glaucosericea, Gentiana bavarica e Androsace alpina.